# Sholkhang
Sholkhang, persoonsnaam Döndrub Püntsog (ca. 1862 - 1925/1926), was een Tibetaans politicus.

## Loopbaan
In 1903 was Sholkhang lid van de Kashag (kernkabinet), en werd hij samen met drie andere leden beschuldigd van verraad en gevangengezet onder het zomerpaleis Norbulingka. Vervolgens werden ze door de dertiende dalai lama gedegradeerd en werd hij verbannen naar zijn landgoederen in de buurt van Chushur.
In 1907, toen de dalai lama Tibet was ontvlucht, werd hij door de viceamban Zhang Yintang teruggeroepen naar Lhasa en benoemd tot adviseur van het parlement. Deze functie was vergelijkbaar met premier en deelde hij met twee andere kalön tripa's, Changkhyim en Shatra.
Toen de dalai lama was teruggekeerd naar Lhasa won hij diens vertrouwen terug. In 1908 creëerde hij het ambt van Lönchen voor de drie premiers. In 1910 begeleidde hij de dalai lama tijdens diens reis naar Brits-Indië.
Op 4 augustus 1914, slechts een maand na de Conventie van Simla, stuurde Sholkhang een bericht naar Basil Gould, toenmalig Politiek Officier van Sikkim, waarin hij de Britten aanbood, duizend Tibetaanse militairen te leveren in de oorlog tegen Duitsland. Van dit aanbod maakten de Britten echter geen gebruik.
Hij bleef aan tot ca. 1925/26. In zijn laatste jaren, toen hij de enige overgebleven kalön tripa was, leidde hij zijn opvolger Langdün Künga Wangchug op.

## Reputatie
Volgens Britse bronnen was hij een scherpzinnig en geheimzinnig man, met een sterk en ruw karakter.